# 돈가스김밥
돈가스김밥은 돈가스와 김밥이 합쳐진 음식이다. 편의점이나 식당에서 주로 판매하는 음식이다.

## 설명
돈가스김밥은 돈가스와 김밥이 합쳐져서 만든 음식이기 때문에 매우 독특한 맛을 낸다. 김밥에 햄을 대신하여 돈가스가 들어간만큼 돈가스의 기름진 맛과 김밤에 들어간 채소 및 밥과 조합하여 맛있는 맛을 내게 된다. 돈가스김밥의 경우는 GS25, 세븐일레븐, 훼미리마트, 이마트의 편의점과 같은 곳에서 주로 판매하지만 돈가스를 전문으로 하는 음식점이나 김밥이나 분식을 파는 식당에서도 팔기도 한다. 돈가스김밥은 분식을 파는 식당에서 먹을 때는 떡볶이와 같이 먹는게 궁합이 좋은데 떡볶이의 매콤한 맛과 돈가스 김밥의 맛은 서로 조화가 잘맞는 음식의 맛이 되기 때문이다. 이외에 돈가스김밥은 라면이나 쫄면과 같은 음식과도 궁합이 잘맞는 음식이 된다.

## 같이 보기
- 돈가스
- 김밥